# Richard Priestman
Richard Priestman (n. 16 iulie 1955, Liverpool, Anglia, Regatul Unit) este un arcaș ce a reprezentat Regatul Unit al Marii Britanii și al Irlandei de Nord, medaliat olimpic. A participat la 3 ediții ale Jocurilor Olimpice (1984, 1988, 1992) în care a câștigat două medalii de bronz.